# Протасов, Владимир Юрьевич
 Влади́мир Ю́рьевич Прота́сов  (род. 19 октября 1970, Москва, СССР) — российский математик, доктор физико-математических наук, профессор РАН, член-корреспондент РАН (2016). Основные труды по функциональному анализу, оптимизации, теории матриц, численным методам и алгоритмам, геометрии. Автор нескольких монографий, более 100 статей и множества научно-популярных публикаций.

## Биография
В 1996 году окончил механико-математический факультет Московского государственного университета им. М. В. Ломоносова (мехмат МГУ). В 1999 г. под руководством С. В. Конягина защитил кандидатскую диссертацию «Совместный спектральный радиус и его применения», в 2006 г. — докторскую диссертацию «Масштабирующие уравнения». Является профессором мехмата МГУ и факультета компьютерных наук НИУ «Высшая школа экономики». Был приглашенным профессором в университетах Франции, Нидерландов, Бельгии, Италии, Гонконга и Китая. Подготовил 5 кандидатов наук.

## Научные достижения
1. Получил фундаментальные результаты о свойствах совместных спектральных характеристик линейных операторов (совместного спектрального радиуса, нижнего спектрального радиуса, показателя Ляпунова, р-радиуса), на их основе разработал эффективные методы вычисления данных характеристик. Часть работ сделана в соавторстве с Н. Гульельми, Р. Юнгерсом, В. Блонделем.
2. Нашел полную классификацию масштабирующих функциональных уравнений. Решил многолетние проблемы об устойчивости решений, о сходимости итерационного метода и о суммируемых решениях масштабирующих уравнений с неотрицательными коэффициентами.
3. Обобщил теорию Перрона-Фробениуса на полугруппы неотрицательных матриц. Ввел понятие примитивного семейства матриц и получил полную классификацию таких семейств (совм. с А. С. Войновым), а также к-примитивных семейств. Построил полиномиальные алгоритмы распознавания примитивности и к-примитивности.
4. В комбинаторике и теории чисел: нашел показатели асимптотического роста числа бинарных неперекрывающихся слов (совм. с Р. Юнгерсом и В. Блонделем), охарактеризовал асимптотическое поведение бинарной функции разбиения Эйлера.
В элементарной (классической) геометрии является учеником И. Ф. Шарыгина. Имеет работы по теореме В. Тибо, теореме Фейербаха, теореме о сегменте, теоремам о замыкании типа Понселе, классификации простых замкнутых геодезических на поверхности многогранников.
Является автором многочисленных олимпиадных задач (в основном, геометрических).

## Семья
- Отец — Протасов Юрий Иванович (1936—1998), физик, доктор технических наук, профессор Московского горного института, автор нескольких монографий и многочисленных изобретений.
- Мать — Протасова Любовь Борисовна (р. 1937), работает в институте языкознания РАН.
- Первая жена — Мария Панферова (1970—1998), погибла в результате несчастного случая.
  - Сын Иван (1993).
- Вторая жена (с 2000 г.) — Лилия Ковыляева.
  - Сыновья Григорий (2007) и Арсений (2010).

## Основные публикации
Монографии
- И.Я. Новиков, В.Ю. Протасов, М.А. Скопина. Теория всплесков. — М.: Физматлит, 2006.
- Э.М. Галеев, М.И. Зеликин, С.В. Конягин, Н.П. Осмоловский, В.Ю. Протасов, В.М. Тихомиров, А.В. Фурсиков. Теория экстремальных задач. — М.: МЦНМО, 2008.

Научные статьи
- V.Yu. Protasov. The generalized spectral radius. The geometric approach // Izvestiya Mathematics. — 1997. — Т. 61, № 5. — С. 995–1030.
- V.Yu. Protasov. Refinement equations with nonnegative coefficients // Journal of the Fourier Analysis and Applications. — 2000. — Т. 6. — С. 55–78.
- V.Yu. Protasov. Generalized closing theorems // Elemente der Mathematik. — 2011. — Т. 66, № 3. — С. 98–117.
- V.Yu. Protasov, A.S. Voynov. Sets of nonnegative matrices without positive products //  Linear Algebra and its Applications. — 2012. — Т. 437, № 3. — С. 749–765.
- N. Guglielmi, V.Yu. Protasov. Exact computation of joint spectral characteristics of linear operators // Foundations of Computational Mathematics. — 2013. — Т. 13, № 1. — С. 37–97.

Книги и статьи по элементарной математике
- В.Ю. Протасов,  И.Ф. Шарыгин. Геометрия 7. — М.: Дрофа, 1997.
- В.Ю. Протасов. Максимумы и минимумы в геометрии. — Библиотека "Математическое просвещение". — М.: МЦНМО, 2005.
- А.А. Заславский, В.Ю. Протасов, Д.И. Шарыгин. Игорь Федорович Шарыгин. К семидесятипятилетию со дня рождения. — М.: МЦНМО, 2007.
- В.Ю. Протасов. Вокруг теоремы Фейербаха // Квант. — 1992. — № 9. — С. 51–58.
- В.Ю. Протасов. Геометрия звёздного неба // Квант. — 2010. — № 2. — С. 14–22.
- В.Ю. Протасов. Два века теоремы Понселе // Квант. — 2014. — № 5–6. — С. 2–12.